# Marvell Technology Group

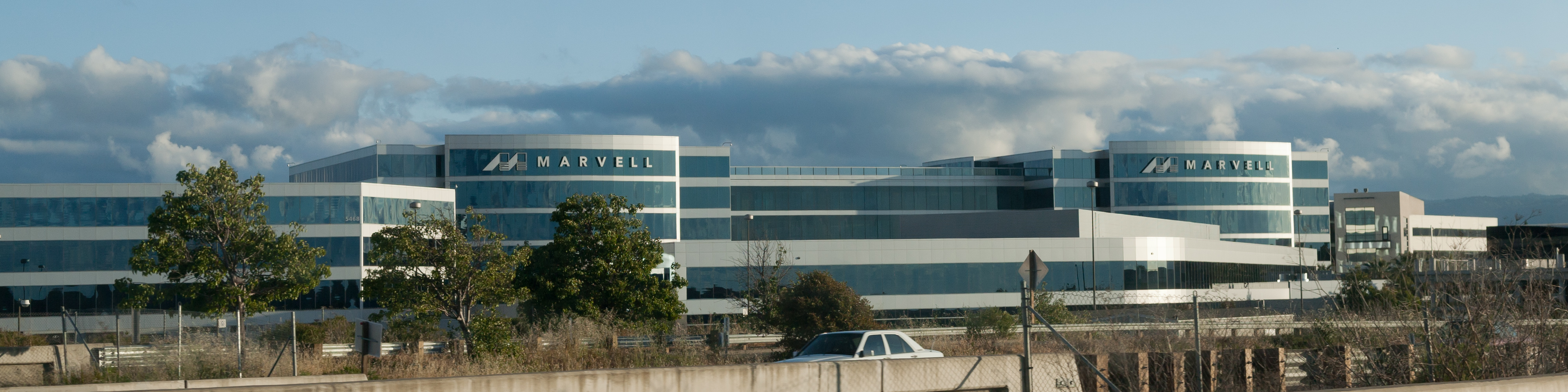
Sede di Marvell

Marvell è un produttore statunitense di prodotti per l'archiviazione elettronica, le telecomunicazioni e i semiconduttori fondata nel 1995. I suoi prodotti vengono utilizzati in tecnologie riguardanti WLAN, Voice over IP (VoIP), CPU embedded, Ethernet switching, router e reti wireless, interfacce Serial ATA, dischi rigidi.
Per quanto riguarda i sistemi embedded, nel luglio 2006 è stata acquisita dalla Marvell l'intera linea di processori XScale di Intel.